# Magnus Florin
Magnus Sten Gustaf Florin, född 3 augusti 1955 i Uppsala, är en svensk författare, regissör och dramaturg.

## Biografi
Magnus Florin studerade idéhistoria, etnologi och litteraturvetenskap vid Umeå universitet, och startade i Umeå tillsammans med några andra teaterintresserade Ögonblicksteatern år 1974. Han flyttade sedan till Stockholm, där han bland annat studerade filosofi vid Stockholms universitet.
Florin debuterade som författare 1978 med Blå blusen – arbetarteater på 30-talet (tillsammans med Henrik Bramsjö). Under 1980- och 1990-talen var han dramaturg på Dramaten, och efter att 2000–2006 ha varit chef för Radioteatern vid Sveriges Radio och därefter dess dramaturg, återvände han 2009 till Dramaten som teaterns chefsdramaturg.
Florins skönlitterära debut kom 1989 med diktsamlingen Berättelsens gång, följd av Tror du på denna historia? (1992). Den följande romanen Trädgården blev nominerad för Augustpriset 1995 och sattes även upp som opera på Drottningholmsteatern med musik av Jonas Forssell och libretto av Leif Janzon. Ytterligare August-nominering och Sveriges Radios Romanpris kom med Syskonen (1998), och även Ränderna (2010) nominerades till såväl Augustpris som Sveriges Radios Romanpris. År 2006 erhöll han Svensk Biblioteksförenings Aniarapris för sitt samlade arbete. Florin har varit en av författarna knutna till den uppmärksammade tidskriften Kris och lyrikkritiker vid tidningen Expressen. Han har av litteraturkritiker föreslagits som ledamot av Svenska Akademien.
Florin har också skrivit dramatik och regisserat en del uppsättningar för radion och på Dramaten: Peter Weiss Motståndets estetik 1985 och 1993 samt 1999 En blå bok av August Strindberg för Dramaten respektive Radioteatern. År 2009 skrev han libretton till Daniel Börtz opera Goya för Göteborgsoperan och 2011 hade operan Hemligheter, om Emmanuel Swedenborg, premiär på Malmö Opera med originallibretto av Florin och musik av Jonas Forssell. För Drottningholmsteatern skrev han libretton till 2018 års föreställning Syskonen i Mantua med musik av Claudio Monteverdi, Salamone Rossi, Girolamo Frescobaldi med flera.